# Simón Vargas
Simón Darío Vargas Duarte es un político venezolano que se desempeñó como alcalde del municipio Bolívar, estado Táchira, entre 2013 y 2017. En 2025 fue detenido por fuerzas de seguridad, días antes de la juramentación presidencial en el país el mismo año.

## Carrera
Vargas fue electo por la coalición opositora de la Mesa de la Unidad Democrática como alcalde del municipio Bolívar, estado Táchira, en las elecciones municipales de Venezuela de 2013 con el 53,61% de los votos.Simón salió del país por una temporada y volvió a San Antonio del Táchira por las fechas navideñas de 2024.
En la madrugada del 2 de enero, redes sociales de oficialistas en la frontera publicaron una foto de Simón Vargas en la que afirmaban que tenía orden de captura por: «terrorismo, promoción o incitación al odio, agavillamiento, lesiones personales». El mismo día, El 2 de enero de 2025 fue detenido por hombres encapuchados en la residencia de su suegra en San Antonio. El exgobernador César Pérez Vivas condenó la detención. Según una fuente consultada por El Pitazo, Vargas fue trasladado desde Táchira a Caracas.